# Greet Hellemans
Greet Hellemans, född den 25 maj 1959 i Groningen i Nederländerna, är en nederländsk roddare.
Hon tog OS-silver i dubbelsculler i samband med de olympiska roddtävlingarna 1984 i Los Angeles.